# Niederländische Badmintonmeisterschaft 2023
Die Niederländische Badmintonmeisterschaft 2023 fand vom 3. bis zum 5. Februar 2023 in Almere statt. 

## Medaillengewinner
| Disziplin    | Gold                          | Silber                         | Bronze                          |
| ------------ | ----------------------------- | ------------------------------ | ------------------------------- |
| Herreneinzel | Joran Kweekel                 | Aram Mahmoud                   | Niels Veenstra                  |
| Herreneinzel | Joran Kweekel                 | Aram Mahmoud                   | Nick Fransman                   |
| Dameneinzel  | Nadia Choukri                 | Amy Tan                        | Alida Chen                      |
| Dameneinzel  | Nadia Choukri                 | Amy Tan                        | Jaymie Laurens                  |
| Herrendoppel | Ruben Jille Ties van der Lecq | Andy Buijk Robin Tabeling      | Lars Kros Dion Rovers           |
| Herrendoppel | Ruben Jille Ties van der Lecq | Andy Buijk Robin Tabeling      | Michiel Kruijt Russell Muns     |
| Damendoppel  | Debora Jille Cheryl Seinen    | Iris van Leijsen Diede Odijk   | Myke Halkema Milou Lugters      |
| Damendoppel  | Debora Jille Cheryl Seinen    | Iris van Leijsen Diede Odijk   | Kelly van Buiten Meerte Loos    |
| Mixed        | Robin Tabeling Selena Piek    | Ties van der Lecq Debora Jille | Michiel Kruijt Myke Halkema     |
| Mixed        | Robin Tabeling Selena Piek    | Ties van der Lecq Debora Jille | Dyon van Wijlick Kirsten de Wit |